# Язвинки
Язвинки́ — село в Україні, у Немирівській міській громаді Вінницького району Вінницької області, за 4 км від станції Фердинандівка. Населення становить 319 осіб.

## Історія
Відповідно до Розпорядження Кабінету Міністрів України від 12 червня 2020 року № 707-р «Про визначення адміністративних центрів та затвердження територій територіальних громад Вінницької області» увійшло до складу Немирівської міської громади.
19 липня 2020 року, в результаті адміністративно-територіальної реформи та ліквідації Немирівського району, село увійшло до складу Вінницького району.